# Eurymetopa
Eurymetopa is een geslacht van rechtvleugeligen uit de familie sabelsprinkhanen (Tettigoniidae). De wetenschappelijke naam van dit geslacht is voor het eerst geldig gepubliceerd in 1891 door Redtenbacher.

## Soorten
Het geslacht Eurymetopa  is monotypisch en omvat slechts de volgende soort:
- Eurymetopa obesa (Redtenbacher, 1891)